# Биографический фильм

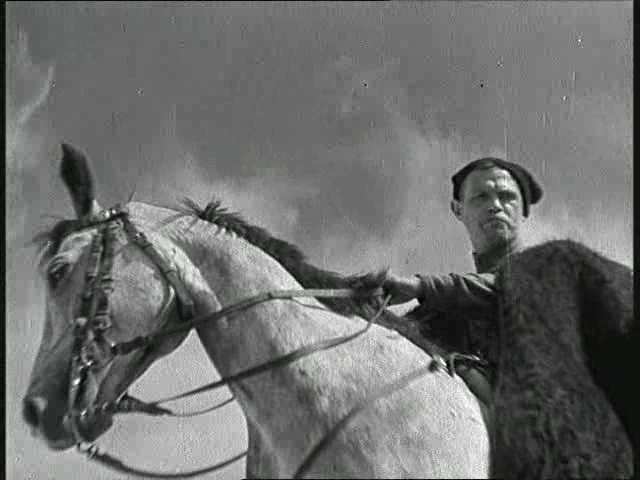
Кадр из фильма «Чапаев», 1934 год

Биографи́ческий фильм — кинематографический жанр (или отдельное художественное произведение), повествующий о судьбе знаменитой, известной личности на протяжении всей жизни или в наиболее важные драматические её моменты. В отличие от картин, основанных на подлинных событиях, или исторических фильмов, целью биографического фильма является не хроникальное освещение случившихся фактов и событий, а влияние конкретной персоны на их исход.
В настоящее время больше распространён термин-англицизм байопик (англ. biopic ← biographical picture).
Большинство биографических фильмов — драмы, но некоторые соединяют в себе комедию, экшн и другие жанры.

## Советский и российский кинематограф

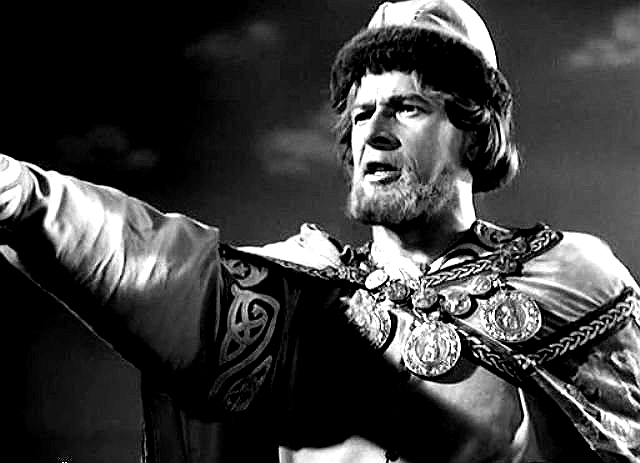
Кадр из фильма
«Александр Невский», 1938 год

В кинематографе СССР, со свойственными ему идеологической направленностью и воспитательными задачами, образ персоны в истории освещался с первых дней его становления.
Представлены многочисленные оттенки образа вождей в Лениниане и Сталиниане, а также немногих царствующих особ, вклад в историю которых было принято считать позитивными — Пётр I, Ярослав Мудрый, Александр Невский. Несмотря на политизированность и тенденциозность изложения биографических фактов, на высоком художественном уровне исполнены образы полководцев и военачальников: «Суворов», «Адмирал Ушаков», «Чапаев» и др. Важную роль в творчестве многих режиссёров занимали жизнеописания классиков российской литературы и искусства: А. С. Пушкин, Л. Н. Толстой, П. И. Чайковский и др.
Российское кино на первый план выдвигает уже не знаменитых генералов прошлых войн, а рядовых героев, подчас малоизвестных нашим современникам — Мария Бочкарёва, защитники Брестской крепости, Людмила Павличенко.

## Западная традиция

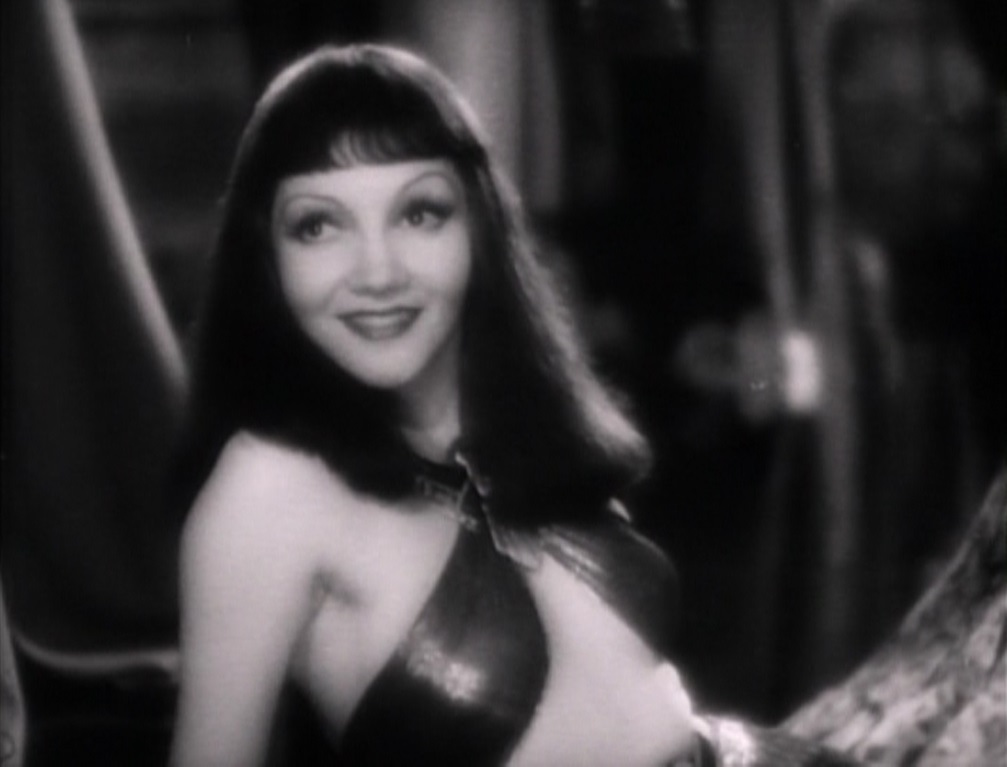
Кадр из фильма «Клеопатра», 1934 год

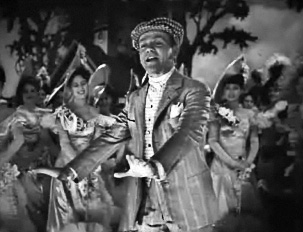
Кадр из фильма «Янки Дудл Денди», 1942 год

Мировой кинематограф уделял не меньшее внимание роли личности в истории. Многочисленные фильмы посвящены Спартаку, Клеопатре, Чингисхану, Наполеону и огромному числу иных более или менее значимых персонажей.
Американские кинематографисты отмечают всплеск интереса к биографическим фильмам в начале 1980-х годов, когда новые технологии создания фильмов и увеличение бюджетов позволяют режиссёрам более ярко воссоздать различные исторические периоды. Например, «Дочь шахтёра» (англ. Coal Miner's Daughter, 1980 год), «Бешеный бык» (англ. Raging Bull, 1980 год), «Огненные колесницы» (англ. Chariots of Fire, 1981 год), «Омар Мухтар» (англ. Lion of the Desert, 1981 год), «Красные» (англ. Reds, 1981 год), «Парни что надо» (англ. The Right Stuff, 1983 год) и др.
В начале 2000-х годов в Голливуде вышел ряд биографических картин — «Человек на Луне» (англ. Man On The Moon, 1999 год), «Али» (англ. Ali, 2001 год), «Фрида» (англ. Frida, 2002 год), «Авиатор» (англ. the Aviator, 2004 год) и др. Поскольку изображаемые персонажи имеют историческое значение и изначально наделены определённой привлекательностью, в биографических фильмах с готовностью снимаются наиболее востребованные актёры и актрисы: Уилл Смит как Мухаммед Али в «Али» (2001), а Джим Керри как Энди Кауфман в «Человеке на Луне» (1999), Леонардо Ди Каприо как Говард Хьюз в «Авиаторе» (2004).
Традиционно биографические фильмы сосредотачиваются на уважаемых и исторически важных людях. Однако некоторые посвящены и неоднозначным фигурам: «Народ против Ларри Флинта» (англ. The People vs. Larry Flynt, 1996 год), «Кокаин» (англ. Blow, 2001 год), «Монстр» (англ. Monster, 2003 год) и т. д.

## Споры о достоверности
Обычно от биографических картин ожидают определённой достоверности; однако иногда в них все же допускается изменение некоторых событий в пользу сюжетной линии. События иногда изображаются более драматично, чем они фактически происходили; время сжато, чтобы соответствовать всем важным событиям в фильме, или несколько человек смешаны в одно лицо.